# الیکایی شکم‌سفید
الیکایی شکم‌سفید (نام علمی: Uropsila leucogastra) نام یک گونه از تیره الیکایی است.